# Bahnstrecke Bredsjö–Degerfors
| Bahnhof Vikersvik (1930er Jahre) |                                           |                                                 |                                                 |
| Streckennummer: | BDJ                                       |                                                 |                                                 |
| Streckenlänge: | 97 km                                     |                                                 |                                                 |
| Spurweite: | 802 mm ab 1907: Striberg–Bredsjö: 1435 mm |                                                 |                                                 |
| |                                           |                                                 |                                                 |
| \| \| \| Bahnstrecke Göteborg–Falun von Kil \| \| \| \| 0 \| Bredsjö \| Bredsjö \| \| \| \| Bahnstrecke Göteborg–Falun nach Ludvika \| \| \| \| 7 \| Hjulsjö \| Hjulsjö \| \| \| \| Bornsälven \| \| \| \| \| Bornsälven \| \| \| \| \| Södra Hyttan (Nyhyttan) \| \| \| \| \| Grönälven (Länkälven) \| \| \| \| 0,0 \| Anlegestelle am Grängen von Bredsjö (1887–1894) \| Anlegestelle am Grängen von Bredsjö (1887–1894) \| \| \| 56,4 \| Grängen (1887–) \| Grängen (1887–) \| \| \| 2,7 \| Slotterberget (Pferdebahn) \| Slotterberget (Pferdebahn) \| \| \| \| Rössbergs gruvor (3,4 km, 1887–1907) \| \| \| \| 52,9 \| Sågheden (1887–1907) \| Sågheden (1887–1907) \| \| \| 49,8 \| Yxsjön \| Yxsjön \| \| \| 48,1 \| Orogatan \| Orogatan \| \| \| 46,3 \| Finnshyttan (Bedarfshaltestelle) \| Finnshyttan (Bedarfshaltestelle) \| \| \| \| Petersfors bruk (1,3 km, 1887–1907) \| \| \| \| 45,0 \| Järnboås (1887–) \| Järnboås (1887–) \| \| \| \| Rastälven \| \| \| \| \| Gammelhyttan (Lindeshyttan, 0,4 km, 1888–) \| \| \| \| 41,0 \| Timansberg (1887–) \| Timansberg (1887–) \| \| \| 40,0 \| Timanshyttan (Bedarfshaltestelle) \| Timanshyttan (Bedarfshaltestelle) \| \| \| 36,1 \| Klacka-Lerberg (1887–) \| Klacka-Lerberg (1887–) \| \| \| \| (rechts Normalspurstrecke ab 1907) \| \| \| \| 30,1 \| Dammsjön \| Dammsjön \| \| \| 29,1 \| Striberg (Normalspur ab 1907) \| Striberg (Normalspur ab 1907) \| \| \| \| Nora–Karlskoga Järnväg nach Gyttorp (1874–) \| \| \| \| \| Striberg nedre (Dreischienengleis 1874–1907) \| \| \| \| \| (links Schmalspurstrecke bis 1907) \| \| \| \| \| Striberg övre (1873–1907) \| \| \| \| \| Fogdhyttan \| \| \| \| \| Rödberg \| \| \| \| \| Nora–Karlskoga Järnväg von Nora \| \| \| \| \| Vikersvik \| \| \| \| \| Nora–Karlskoga Järnväg nach Karlskoga \| \| \| \| \| Skrikarhyttan \| \| \| \| \| Dalkarlsberg \| \| \| \| \| Rösimmen \| \| \| \| \| Snöbergshyttan \| \| \| \| \| Immetorp[1] \| \| \| \| \| Normalspurstrecke von Bofors (ab 1. Juli 1907)[2] \| \| \| \| \| Valåsen \| \| \| \| \| Värmlandsbanan von Kil \| \| \| \| \| Degerfors \| \| \| \| \| Värmlandsbanan nach Laxå \| \| \| \| \| \| \| \| Quellen: [3] \| \| \| \| |                                           |                                                 |                                                 |
| Strecke |                                           | Bahnstrecke Göteborg–Falun von Kil              | Bahnstrecke Göteborg–Falun von Kil              |
| ehemaliger Bahnhof | 0                                         | Bredsjö                                         | Bredsjö                                         |
| Abzweig ehemals geradeaus und nach links |                                           | Bahnstrecke Göteborg–Falun nach Ludvika         | Bahnstrecke Göteborg–Falun nach Ludvika         |
| Bahnhof (Strecke außer Betrieb) | 7                                         | Hjulsjö                                         | Hjulsjö                                         |
| Brücke über Wasserlauf (Strecke außer Betrieb) |                                           | Bornsälven                                      | Bornsälven                                      |
| Brücke über Wasserlauf (Strecke außer Betrieb) |                                           | Bornsälven                                      | Bornsälven                                      |
| Blockstelle (Strecke außer Betrieb) |                                           | Södra Hyttan (Nyhyttan)                         | Södra Hyttan (Nyhyttan)                         |
| Brücke über Wasserlauf (Strecke außer Betrieb) |                                           | Grönälven (Länkälven)                           | Grönälven (Länkälven)                           |
| Abzweig geradeaus und von rechts (Strecke außer Betrieb) · Betriebsstelle Streckenanfang (Strecke außer Betrieb) | 0,0                                       | Anlegestelle am Grängen von Bredsjö (1887–1894) | Anlegestelle am Grängen von Bredsjö (1887–1894) |
| Bahnhof (Strecke außer Betrieb) · Strecke (außer Betrieb) | 56,4                                      | Grängen (1887–)                                 | Grängen (1887–)                                 |
| Strecke (außer Betrieb) · Betriebsstelle Streckenende (Strecke außer Betrieb) | 2,7                                       | Slotterberget (Pferdebahn)                      | Slotterberget (Pferdebahn)                      |
| Abzweig geradeaus und von rechts (Strecke außer Betrieb) |                                           | Rössbergs gruvor (3,4 km, 1887–1907)            | Rössbergs gruvor (3,4 km, 1887–1907)            |
| Bahnhof (Strecke außer Betrieb) | 52,9                                      | Sågheden (1887–1907)                            | Sågheden (1887–1907)                            |
| Blockstelle (Strecke außer Betrieb) | 49,8                                      | Yxsjön                                          | Yxsjön                                          |
| Haltepunkt / Haltestelle (Strecke außer Betrieb) | 48,1                                      | Orogatan                                        | Orogatan                                        |
| Haltepunkt / Haltestelle (Strecke außer Betrieb) | 46,3                                      | Finnshyttan (Bedarfshaltestelle)                | Finnshyttan (Bedarfshaltestelle)                |
| Abzweig geradeaus und von links (Strecke außer Betrieb) |                                           | Petersfors bruk (1,3 km, 1887–1907)             | Petersfors bruk (1,3 km, 1887–1907)             |
| Bahnhof (Strecke außer Betrieb) | 45,0                                      | Järnboås (1887–)                                | Järnboås (1887–)                                |
| Brücke über Wasserlauf (Strecke außer Betrieb) |                                           | Rastälven                                       | Rastälven                                       |
| Abzweig geradeaus und von rechts (Strecke außer Betrieb) |                                           | Gammelhyttan (Lindeshyttan, 0,4 km, 1888–)      | Gammelhyttan (Lindeshyttan, 0,4 km, 1888–)      |
| Haltepunkt / Haltestelle (Strecke außer Betrieb) | 41,0                                      | Timansberg (1887–)                              | Timansberg (1887–)                              |
| Haltepunkt / Haltestelle (Strecke außer Betrieb) | 40,0                                      | Timanshyttan (Bedarfshaltestelle)               | Timanshyttan (Bedarfshaltestelle)               |
| Bahnhof (Strecke außer Betrieb) | 36,1                                      | Klacka-Lerberg (1887–)                          | Klacka-Lerberg (1887–)                          |
| Abzweig geradeaus und nach links (Strecke außer Betrieb) · Strecke von rechts (außer Betrieb) |                                           | (rechts Normalspurstrecke ab 1907)              | (rechts Normalspurstrecke ab 1907)              |
| Strecke (außer Betrieb) · Haltepunkt / Haltestelle (Strecke außer Betrieb) | 30,1                                      | Dammsjön                                        | Dammsjön                                        |
| Strecke (außer Betrieb) · Bahnhof (Strecke außer Betrieb) | 29,1                                      | Striberg (Normalspur ab 1907)                   | Striberg (Normalspur ab 1907)                   |
| Strecke (außer Betrieb) · Abzweig geradeaus, nach links und von links (Strecke außer Betrieb) |                                           | Nora–Karlskoga Järnväg nach Gyttorp (1874–)     | Nora–Karlskoga Järnväg nach Gyttorp (1874–)     |
| Strecke (außer Betrieb) · Bahnhof (Strecke außer Betrieb) |                                           | Striberg nedre (Dreischienengleis 1874–1907)    | Striberg nedre (Dreischienengleis 1874–1907)    |
| Abzweig nach links und von links (Strecke außer Betrieb) · Strecke nach rechts (außer Betrieb) |                                           | (links Schmalspurstrecke bis 1907)              | (links Schmalspurstrecke bis 1907)              |
| Bahnhof (Strecke außer Betrieb) |                                           | Striberg övre (1873–1907)                       | Striberg övre (1873–1907)                       |
| Bahnhof (Strecke außer Betrieb) |                                           | Fogdhyttan                                      | Fogdhyttan                                      |
| Haltepunkt / Haltestelle (Strecke außer Betrieb) |                                           | Rödberg                                         | Rödberg                                         |
| Abzweig ehemals geradeaus und von links |                                           | Nora–Karlskoga Järnväg von Nora                 | Nora–Karlskoga Järnväg von Nora                 |
| Bahnhof |                                           | Vikersvik                                       | Vikersvik                                       |
| Abzweig ehemals geradeaus und nach rechts |                                           | Nora–Karlskoga Järnväg nach Karlskoga           | Nora–Karlskoga Järnväg nach Karlskoga           |
| Haltepunkt / Haltestelle (Strecke außer Betrieb) |                                           | Skrikarhyttan                                   | Skrikarhyttan                                   |
| Bahnhof (Strecke außer Betrieb) |                                           | Dalkarlsberg                                    | Dalkarlsberg                                    |
| Haltepunkt / Haltestelle (Strecke außer Betrieb) |                                           | Rösimmen                                        | Rösimmen                                        |
| Bahnhof (Strecke außer Betrieb) |                                           | Snöbergshyttan                                  | Snöbergshyttan                                  |
| Haltepunkt / Haltestelle (Strecke außer Betrieb) |                                           | Immetorp                                        | Immetorp                                        |
| Abzweig geradeaus und von rechts (Strecke außer Betrieb) |                                           | Normalspurstrecke von Bofors (ab 1. Juli 1907)  | Normalspurstrecke von Bofors (ab 1. Juli 1907)  |
| Bahnhof (Strecke außer Betrieb) |                                           | Valåsen                                         | Valåsen                                         |
| Abzweig ehemals geradeaus und von rechts |                                           | Värmlandsbanan von Kil                          | Värmlandsbanan von Kil                          |
| Bahnhof |                                           | Degerfors                                       | Degerfors                                       |
| Strecke |                                           | Värmlandsbanan nach Laxå                        | Värmlandsbanan nach Laxå                        |
| |                                           |                                                 |                                                 |
| Quellen: |                                           |                                                 |                                                 |

Die Bahnstrecke Bredsjö–Degerfors (schwedisch Bredsjö–Degerfors Järnväg (BDJ)) war eine schmalspurige schwedische Eisenbahnstrecke in Värmland. Sie wurde durch den Zusammenschluss von drei vorher von verschiedenen Gesellschaften errichteten Strecken gebildet.

## Geschichte
Bereits 1893, als die Bahnstrecke Striberg–Grängen noch im Bau war, beantragten die Besitzer der Nora-Karlskoga Järnvägsaktiebolag, die drei vorhandenen Schmalspurstrecken der Region zu einer Gesellschaft zu verschmelzen.
Der Antrag wurde im November 1893 genehmigt. Das bedeutete, dass die Bahnstrecke Striberg–Degerfors der Vikern-Möckelns järnvägsaktiebolag (WMJ), die Bahnstrecke Striberg–Grängen der Striberg-Grängen järnvägsaktiebolag und die Bahnstrecke Bredsjö–Grängen der Bredsjö-Grängens trafikaktiebolag zu einer einzigen, 97 Kilometer langen Eisenbahnstrecke zusammengeschlossen werden mussten, die Bredsjö-Degerfors Järnväg (BDJ) genannt wurde und der Nora-Karlskoga Järnvägsaktiebolag gehörte.
Die vorhandenen Fahrzeuge, die zuvor mit WMJ gezeichnet waren, erhielten die neue Aufschrift BDJ. Zudem wurden weitere Fahrzeuge beschafft:
| Nummer | Bauart    | Achsfolge | Hersteller                                   | Fabr.-Nr./ Baujahr | Besonderes |
| ------ | --------- | --------- | -------------------------------------------- | ------------------ | --- |
| 4      | Tenderlok | 1 C t     | Nydqvist och Holm, Trollhättan               | 249 1887           | gebaut für SGJ, Striberg–Grängens järnväg, 1953 ausgemustert, ab 1956 in Nora ausgestellt, Sammlung Nora Bergslags Veteran-Jernväg (NBVJ) |
| 5      | Tenderlok | 1 C t     | Nydqvist och Holm, Trollhättan               | 387 1894           | 1953 abgestellt, 1955 ausgemustert |
| 6      | Tenderlok | 1 C t     | Helsingborgs Mekaniska Verkstad, Helsingborg | 16 1899            | 1907 an Woxna-Lobonäs Järnväg, WLJ 1, 1934 an Hällefors-Fredriksbergs Järnväg, HFJ 9, 1957 ausgemustert                                   |
| 7      | Tenderlok | 1 C t     | Helsingborgs Mekaniska Verkstad, Helsingborg | 17 1900            | 1907 an Woxna-Lobonäs Järnväg, WLJ 2, 1934 an Hällefors-Fredriksbergs Järnväg, HFJ 10, 1959 ausgemustert                                  |

Im Jahr 1900 besaß BDJ folgende Fahrzeuge: sieben Dampflokomotiven, sieben Personenwagen und 232 Güterwagen, darunter offene und geschlossene Waggons. Alle waren bis auf einige Drehgestell-Holzkohletransportwagen zweiachsig. Diese wurden 1897 beschafft, als BDJ eine Reihe der ältesten kurzen zweiachsigen Wagen aussonderte. Es wurden jeweils zwei dieser Wagen mit einer aus gebrauchten Schienen gebauten Langkupplung verbunden. Über diese wurde ein Transportbehälter angebracht. Insgesamt wurden rund 20 Wagen dieses Typs umgebaut.

## Restrukturierung
Mit der Zeit verschlechterte sich die wirtschaftliche Lage der Nora-Karlskoga Järnvägsaktiebolag und erreichte schließlich den Zeitpunkt, an dem die Gesellschaft handeln musste. Diese Veränderungen waren für BDJ radikal.
Am 1. Januar 1903 hatte Nora-Karlskoga Järnvägsaktiebolag einen neuen Geschäftsführer erhalten, den Leutnant des Väg- och vattenbyggnadskåren Olof Bärnheim. Von Anfang an war ihm klar, dass sowohl eine technische als auch eine finanzielle Restrukturierung notwendig war. Im Dezember 1903 präsentierte er einen Plan, in dem bestimmte Teile des Schmalspurnetzes auf Normalspur umgebaut werden sollten. Der Rest sollte stillgelegt werden, um die finanziellen Belastung aus dem Unternehmen zu entfernen.
Die Pläne, die auf Zeichnungen und Kostenvoranschlägen beruhten, legte Bärnheim im Sommer und Herbst 1903 vor. Sie sahen vor, die 55 Kilometer lange schmalspurige Bahnstrecke Bredsjö–Degerfors mit Ausnahme des vier Kilometer langen Abschnittes Dalkarlsberg–Vikersvik einzustellen und den Abschnitt Striberg–Bredsjö auf Normalspur umzubauen. Um keine Transporte zu verlieren, müsste eine vier Kilometer lange Normalspurstrecke von Bofors nach Valåsen gebaut werden.
Der Vorschlag wurde vom Vorstand der Gesellschaft sowie zusätzlich von einem Komitee, bestehend aus dem Vorstand sowie dem Gouverneur Ax. G. Svedelius, Vorstandsmitglied C. G. Fineman und Geschäftsführer Bärnheim begutachtet. Das Komitee sollte mit den an der Gesellschaft interessierten Banken verhandeln.
Am 26. Oktober 1904 wurde dem Vorstand der ausgearbeitete Vorschlag vorgestellt, der ihn billigte. Eine außerordentliche Hauptversammlung am 9. Januar 1905 genehmigte die Entscheidung des Verwaltungsrats.
In der Zwischenzeit, am 29. November 1904, hatte der Vorstand beim König den Antrag gestellt, von der Verkehrspflicht auf den Schmalspurbahnen, die im Rahmen des Plans stillgelegt würden, entbunden zu werden. Gleichzeitig wurden der Neubau der Strecke Bofors–Valåsen und der Umbau des Abschnittes Striberg–Bredsjö auf Normalspur beantragt. Dies wurde unter anderem damit begründet, dass Nora-Karlskoga järnvägar und Bredsjö-Degerfors järnvägar über fünf Neue Meilen den gleichen Einzugsbereich hätten und die Betriebskosten des Unternehmens dadurch ungewöhnlich hoch wären. Der Betrieb der gesamten Eisenbahngesellschaft sei nur mit Verlust möglich, zumal die Verbindlichkeiten des Unternehmens von Jahr zu Jahr gestiegen seien. Die Schulden der Gesellschaft betrugen Ende 1903 680.268 Kronen, dazu kamen ungedeckte Obligationen in Höhe von 830.544 Kronen.
Am 2. Juni 1905 bestätigte der König die Pläne der Gesellschaft und bestimmte, dass alle Vollbahnen nach dem Umbau Nora Bergslags järnväg und die Schmalspurbahn Dalkarlsberg–Vikersvik Dalkarlsbergs järnväg benannt werden sollten. Im Juni 1905 begann der Um- und Neubau. Die neue Strecke zwischen Bofors und Valåsen wurde am 1. Juli 1907 eröffnet. Gleichzeitig wurde zwischen Degerfors und Dalkarlsberg der Gesamtverkehr eingestellt. Am 15. November 1907 konnte der auf Normalspur umgebaute Streckenabschnitt Striberg–Bredsjö in Betrieb genommen werden. An diesem Tag endete der Verkehr zwischen Bredsjö und Vikersvik.
Von der ursprünglich 97 km langen Strecke Bredsjö–Degerfors blieb nur der 3,9 Kilometer lange Abschnitt zwischen Vikersvik und Dalkarlsberg übrig. Die Fahrzeuge auf dieser Reststrecke behielten die Bezeichnung BDJ. Überzählige Fahrzeuge wurden verkauft, wie an die 1908 in Betrieb genommene Woxna-Lobonäs Järnväg (WLJ). Sie übernahm die beiden Dampflokomotiven Nummer 6 und 7, einen Personenwagen und eine Reihe von Güterwagen.
Zudem erfuhr Nora-Karlskoga Järnvägsaktiebolag eine finanzielle Umstrukturierung. Dies geschah durch die Neugründung der Nora Bergslags Järnvägs Aktiebolag (NBJ) am 12. August 1905, die am 15. November 1905 NKJ und BDJ übernahm.